# Asmate nivea
Asmate nivea là một loài bướm đêm trong họ Geometridae.